# 森乃里治重
森乃里 治重（もりのさと はるしげ、1963年7月26日 - ）は、北海道茅部郡森町出身で立田川部屋に所属した元大相撲力士。本名は高道 治（たかみち おさむ）。身長178cm、体重148kg。得意手は突き、押し。最高位は東十両9枚目。本名の高道で取っていた期間も長い。

## 来歴
建築業の二男で、小学校2年生から中学校1年生では森町のクラブで剣道を続けた。他にも水泳やスキーも好きだったが、相撲は祭りの時に出場する程度だった。中学3年生で体重が120kgに達したので「体を生かして相撲をやってみよう」と考えて双葉山道場の幕下だった叔父に相談すると、弟弟子に当たる立田川親方（第42代横綱・鏡里）を紹介されたので立田川部屋に入門した。
1979年3月場所に初土俵。1987年3月場所に十両昇進を果たし、立田川部屋初の関取となった。左膝を痛めて幕下に陥落中、師匠の定年や部屋の移転なども経験したが、1989年1月場所で再十両を果たし、同時に本名から改名した。1991年9月場所を最後に28歳で廃業した。

## エピソード
- 四股名は、郷里の大先輩である高砂部屋の森ノ里の四股名を受け継ぎ、さらに後代の師匠である青ノ里にも掛けている。ただ、新十両の時は「入幕するまでは本名で」取る意向だった。
- 当時の立田川部屋は力士数がわずか4人で、十両に昇進しても付け人が足りず、部屋の雑用も自らこなしていた。また、兄弟子の福ノ里が1989年9月場所に十両昇進した際には、当時幕下に陥落していた森乃里が付け人を務めた。

## 主な成績
- 通算成績：299勝265敗10休 勝率.530
- 十両成績：36勝54敗 勝率.400
- 現役在位：76場所
- 十両在位：6場所

### 場所別成績
| | 一月場所 初場所（東京） | 三月場所 春場所（大阪） | 五月場所 夏場所（東京） | 七月場所 名古屋場所（愛知） | 九月場所 秋場所（東京） | 十一月場所 九州場所（福岡） |
| --- | ----------------------- | ----------------------- | ----------------------- | --------------------------- | ----------------------- | --------------------------- |
| 1979年 （昭和54年） | x                       | （前相撲）              | 東序ノ口25枚目 5–2      | 東序二段90枚目 2–5          | 東序二段118枚目 5–2     | 東序二段77枚目 4–3          |
| 1980年 （昭和55年） | 西序二段53枚目 4–3      | 東序二段31枚目 2–5      | 西序二段63枚目 4–3      | 西序二段44枚目 4–3          | 西序二段26枚目 5–2      | 西三段目70枚目 2–5          |
| 1981年 （昭和56年） | 西序二段2枚目 5–2       | 西三段目61枚目 3–4      | 西三段目73枚目 6–1      | 東三段目22枚目 1–2–4        | 東三段目54枚目 3–4      | 東三段目64枚目 4–3          |
| 1982年 （昭和57年） | 東三段目51枚目 4–3      | 東三段目34枚目 5–2      | 西三段目6枚目 2–5       | 西三段目31枚目 4–3          | 東三段目17枚目 3–4      | 西三段目36枚目 2–5          |
| 1983年 （昭和58年） | 東三段目58枚目 4–3      | 西三段目44枚目 4–3      | 東三段目29枚目 3–4      | 東三段目44枚目 3–4          | 西三段目61枚目 5–2      | 西三段目32枚目 4–3          |
| 1984年 （昭和59年） | 東三段目17枚目 6–1      | 西幕下38枚目 4–3        | 西幕下28枚目 3–4        | 東幕下38枚目 4–3            | 西幕下28枚目 3–4        | 西幕下42枚目 4–3            |
| 1985年 （昭和60年） | 西幕下29枚目 3–4        | 西幕下38枚目 5–2        | 西幕下21枚目 3–4        | 東幕下33枚目 5–2            | 東幕下19枚目 3–4        | 西幕下27枚目 4–3            |
| 1986年 （昭和61年） | 東幕下16枚目 4–3        | 東幕下11枚目 6–1        | 西幕下2枚目 3–4         | 西幕下7枚目 4–3             | 東幕下3枚目 3–4         | 西幕下6枚目 5–2             |
| 1987年 （昭和62年） | 東幕下筆頭 5–2          | 西十両10枚目 6–9        | 東十両13枚目 9–6        | 東十両9枚目 2–13            | 西幕下11枚目 0–1–6      | 東幕下52枚目 4–3            |
| 1988年 （昭和63年） | 東幕下41枚目 5–2        | 西幕下25枚目 5–2        | 西幕下14枚目 6–1        | 東幕下4枚目 3–4             | 東幕下9枚目 6–1         | 東幕下2枚目 5–2             |
| 1989年 （平成元年） | 東十両13枚目 6–9        | 西幕下2枚目 3–4         | 西幕下6枚目 4–3         | 西幕下3枚目 4–3             | 東幕下筆頭 6–1          | 西十両9枚目 7–8             |
| 1990年 （平成2年） | 西十両10枚目 6–9        | 東幕下筆頭 1–7          | 東幕下25枚目 3–4        | 東幕下35枚目 3–4            | 東幕下44枚目 4–3        | 西幕下31枚目 4–3            |
| 1991年 （平成3年） | 東幕下22枚目 5–2        | 西幕下10枚目 1–6        | 東幕下38枚目 5–2        | 東幕下22枚目 4–3            | 西幕下15枚目 引退 3–4–0 | x                           |
| 各欄の数字は、「勝ち-負け-休場」を示す。 優勝 引退 休場 十両 幕下 三賞：敢=敢闘賞、殊=殊勲賞、技=技能賞 その他：★=金星 番付階級：幕内 - 十両 - 幕下 - 三段目 - 序二段 - 序ノ口 幕内序列：横綱 - 大関 - 関脇 - 小結 - 前頭（「#数字」は各位内の序列） |                         |                         |                         |                             |                         |                             |

## 改名歴
- 高道 治（たかみち おさむ）1979年3月場所-1988年11月場所
- 森乃里 治重（もりのさと はるしげ）1989年1月場所-1991年9月場所